# 陶運龢
陶運龢（？年—？年），字飲薌，號津帆，直隷天津府天津縣人，清朝政治人物。

## 生平
由嘉慶戊辰進士，十八年三月任四川順慶府岳池縣知縣。